# 沃尔夫冈·埃尔
沃尔夫冈·埃尔（德語：Wolfgang Ehrl，1912年3月4日—1980年6月11日），德国男子摔跤运动员。他曾代表德国参加1932年和1936年夏季奥林匹克运动会摔跤比赛，获得二枚银牌。他于1952年成为职业选手。